# ジンバブエ鳥

ジンバブエ鳥

石彫りのジンバブエ鳥（Zimbabwe Bird）は、ジンバブエの国章。ジンバブエとローデシアの国旗、紋章、ローデシア・ドルに描かれている。どの鳥であるかはわかっていないが、ダルマワシ、もしくはサンショクウミワシと推定されている。グレート・ジンバブエ遺跡で発見された多くのソープストーンの彫刻に由来している。

## 起源
ジンバブエ鳥の起源は、ショナ族の先祖によって建てられたグレート・ジンバブエ遺跡の都市からのものである。遺跡は11世紀から300年ほどの間ショナ族によって居住されていた。
この遺跡は約730ヘクタール (1,800エーカー)にわたり、サハラ以南のものでは最大の古代的な石造建造物である。遺跡の中でも特に注目すべき建造物の中に、約40センチメートル (16インチ)の高さがある鳥の彫刻がある。90cm余りの高さの柱の頂部に据えられており、もともとは都市内部の壁やモノリスに設置されていた。これがジンバブエ鳥の始まりと言われる。これらの物はグレート・ジンバブエ遺跡特有のものであり、他の遺跡で見つかったことはない。
この鳥の説明に関しては様々な説がある。 1つは、それぞれの鳥が新しい王を示すために順番に建てられたというものだが、これが事実である場合、かなり長大な治世である必要がある。或いは、創造主ムワリや先祖の遣いであるとされたダルマワシ、またはショナ人のトーテムとされるフィッシュ・イーグルであるという説もある。

## 文化的描写
ジンバブエ鳥は1924年以来、ジンバブエとその前身州のシンボルとなっている。例に南ローデシアの紋章にはジンバブエ鳥がデザインされており、やがてアフリカ植民地の広範的なシンボルとなっている。ほかにも、ローデシア・ニヤサランド銀行が発行したローデシア・ニヤサランド連邦の紙幣と硬貨にも、ローデシアの国旗と同様に描かれていた。現在までのジンバブエの国旗、および州のシンボルも引き続きジンバブエ鳥を特徴としている。

ジンバブエ鳥を含むジンバブエの国旗
ジンバブエ・ローデシアの国旗(1979年 - 1980年)
ローデシアの旗(1968年 - 1979年)
ローデシアの国章(1924年 - 1981年)
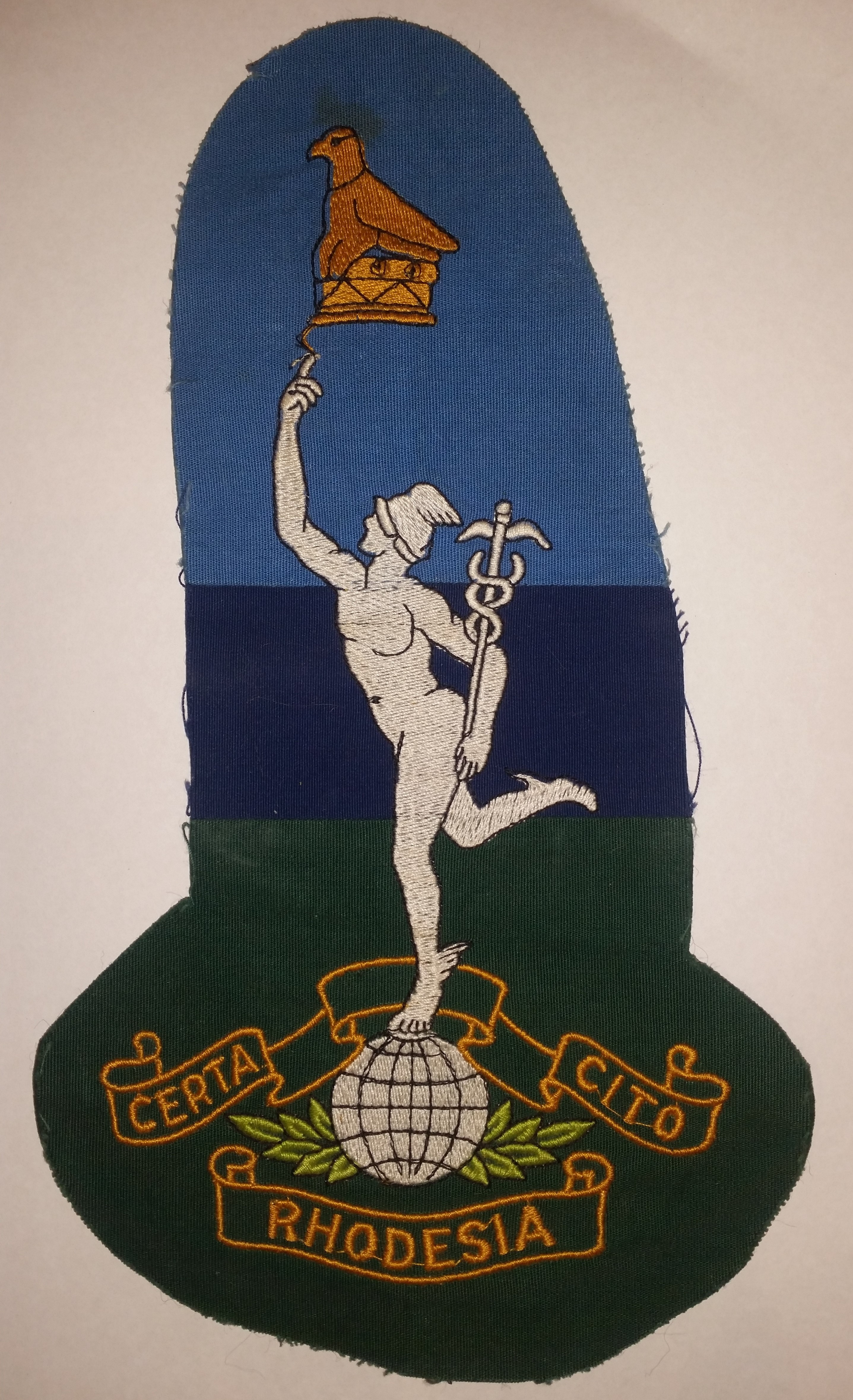
ローデシア信号隊が使用したエンブレム(1970年 - 1980年)
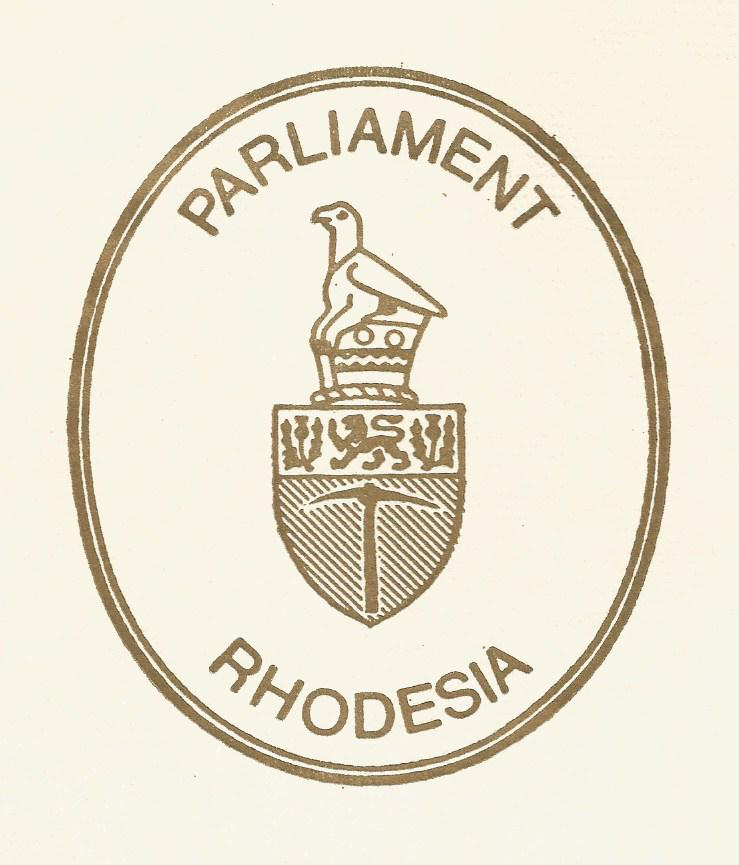
ローデシア議会のロゴ
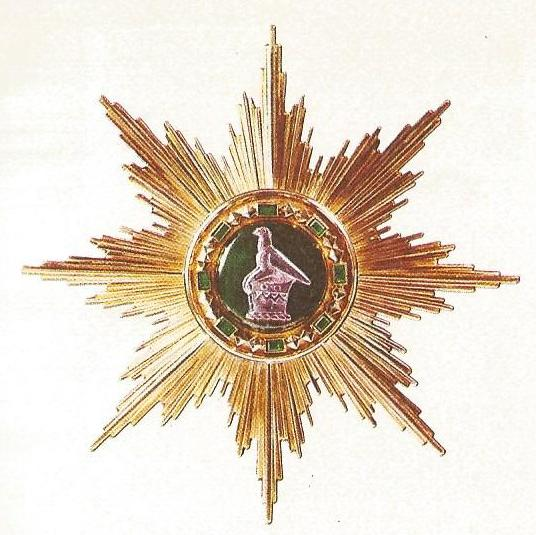
ローデシア大司令官勲章
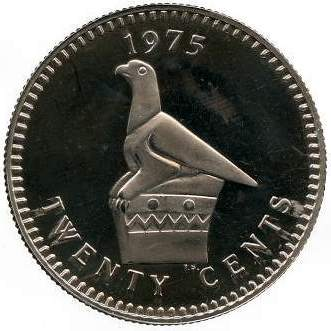
20セント硬貨の裏側。
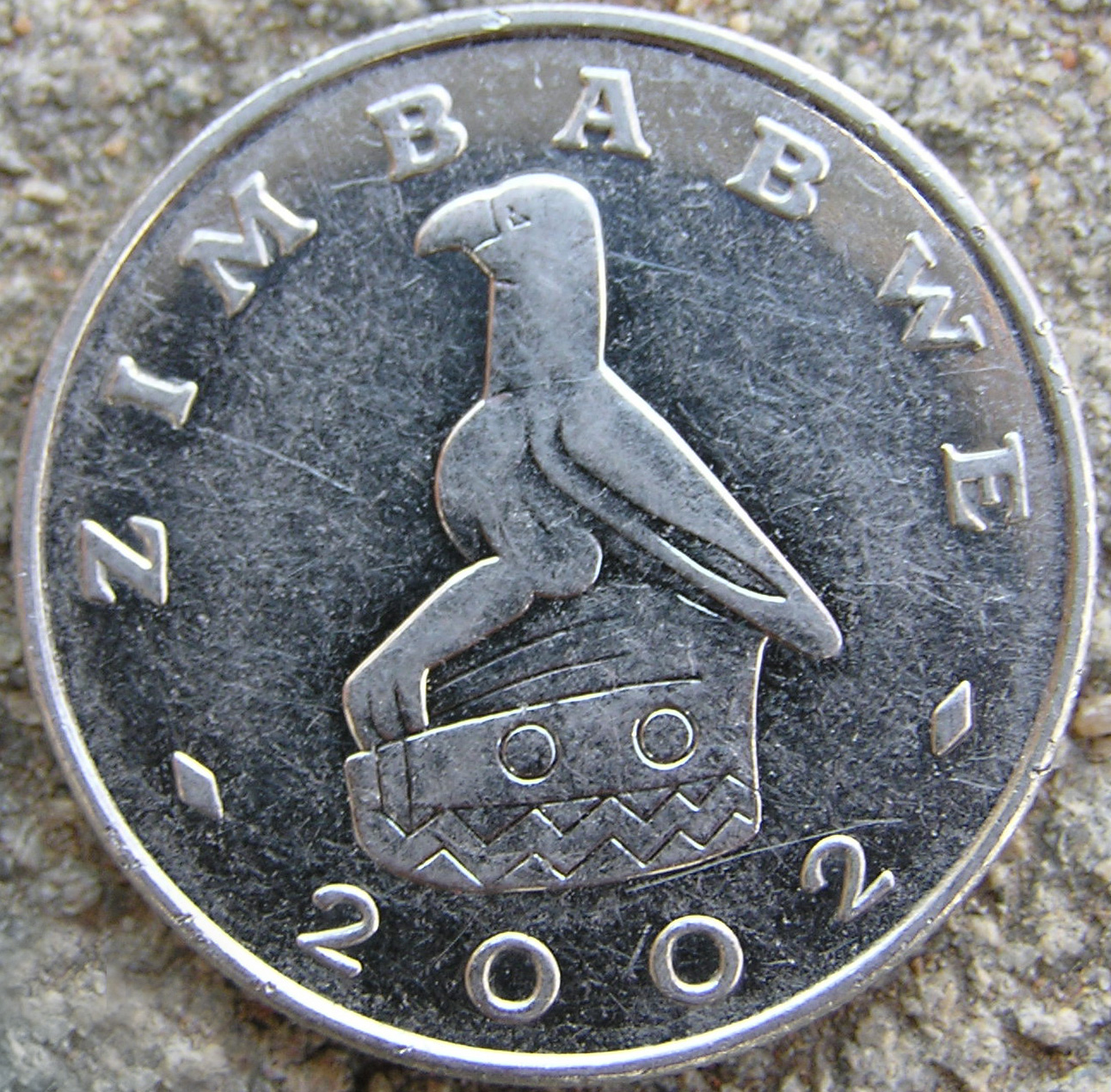
1ドル硬貨の裏側
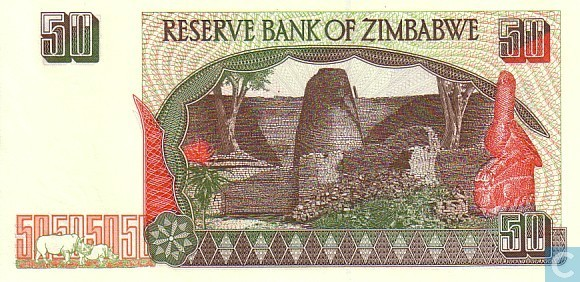
50ドル紙幣の裏面。右下隅にグレート・ジンバブエ遺跡とジンバブエ鳥が描かれている
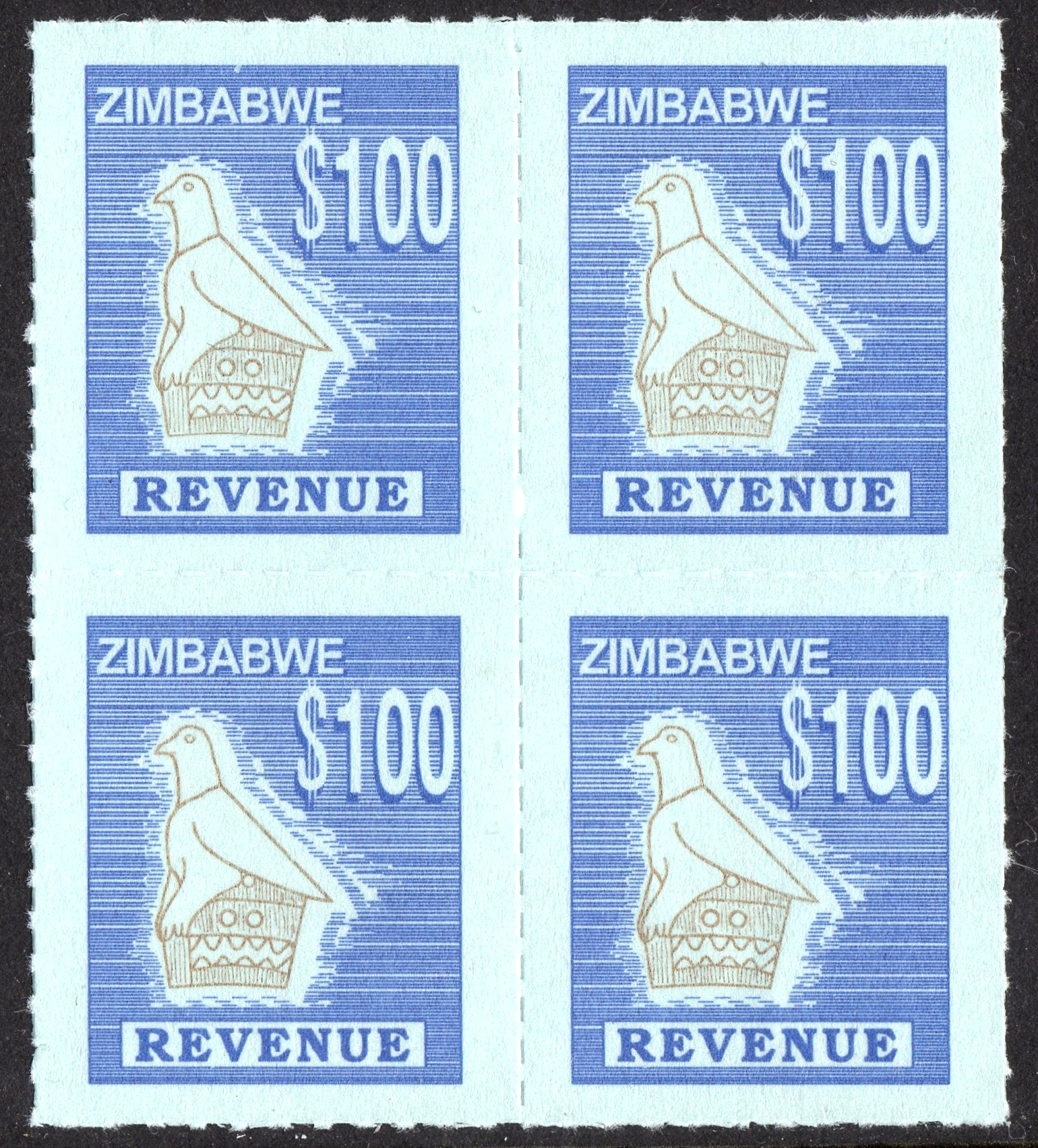
ジンバブエの収入印紙
ジンバブエの国章(1981年 - )
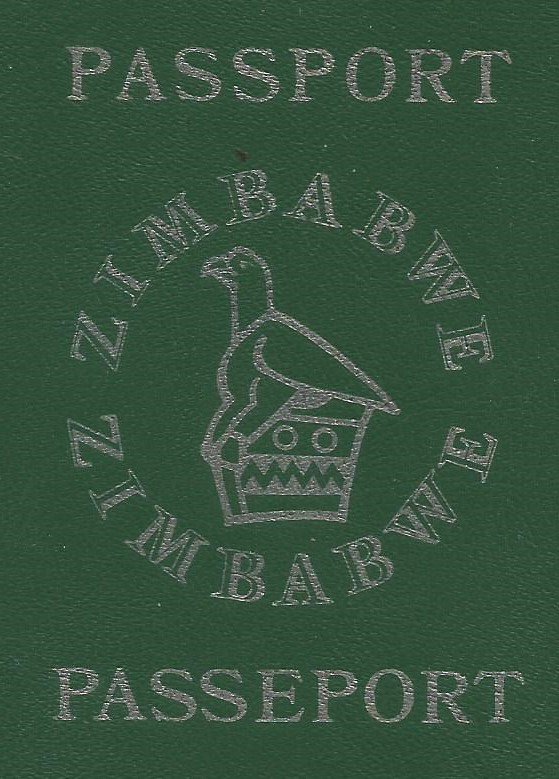
ジンバブエのパスポートカバー(1980年)
ジンバブエ国防軍の旗
ジンバブエ国軍（英語版）の旗
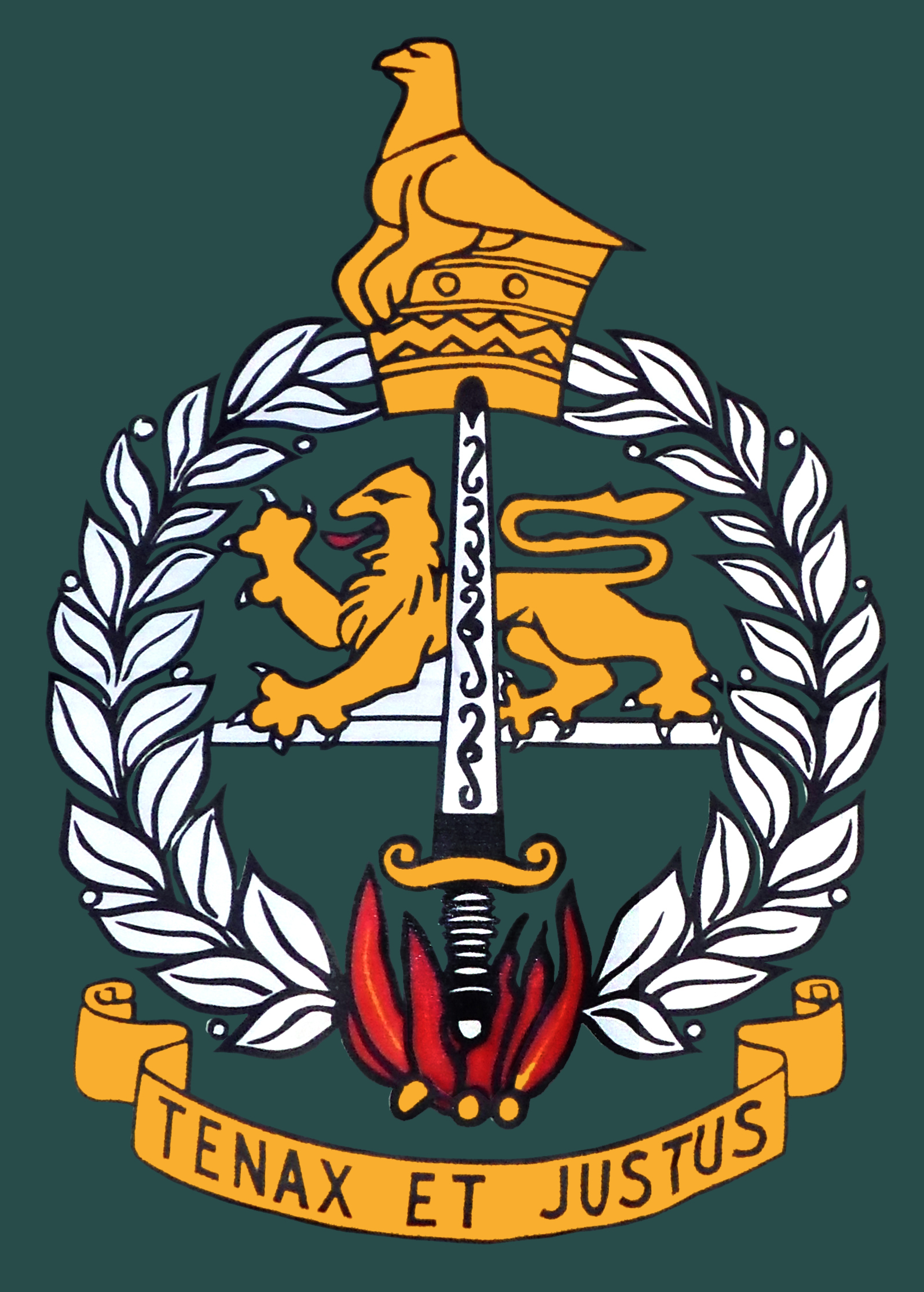
ジンバブエ刑務所のエンブレム
ジンバブエ空軍（英語版）の旗
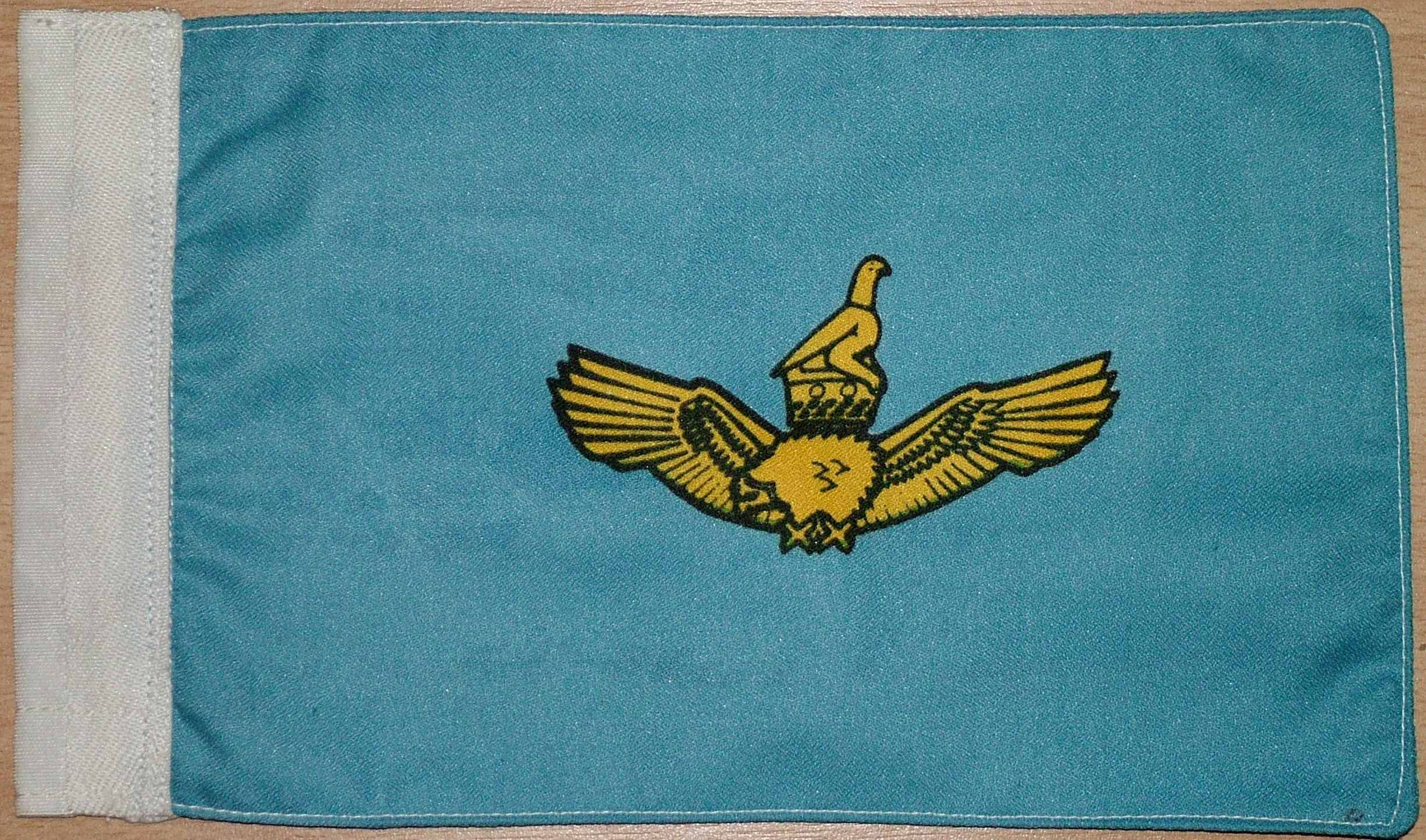
ジンバブエ空軍の参謀総長の車の旗
首都、ハラレの旗
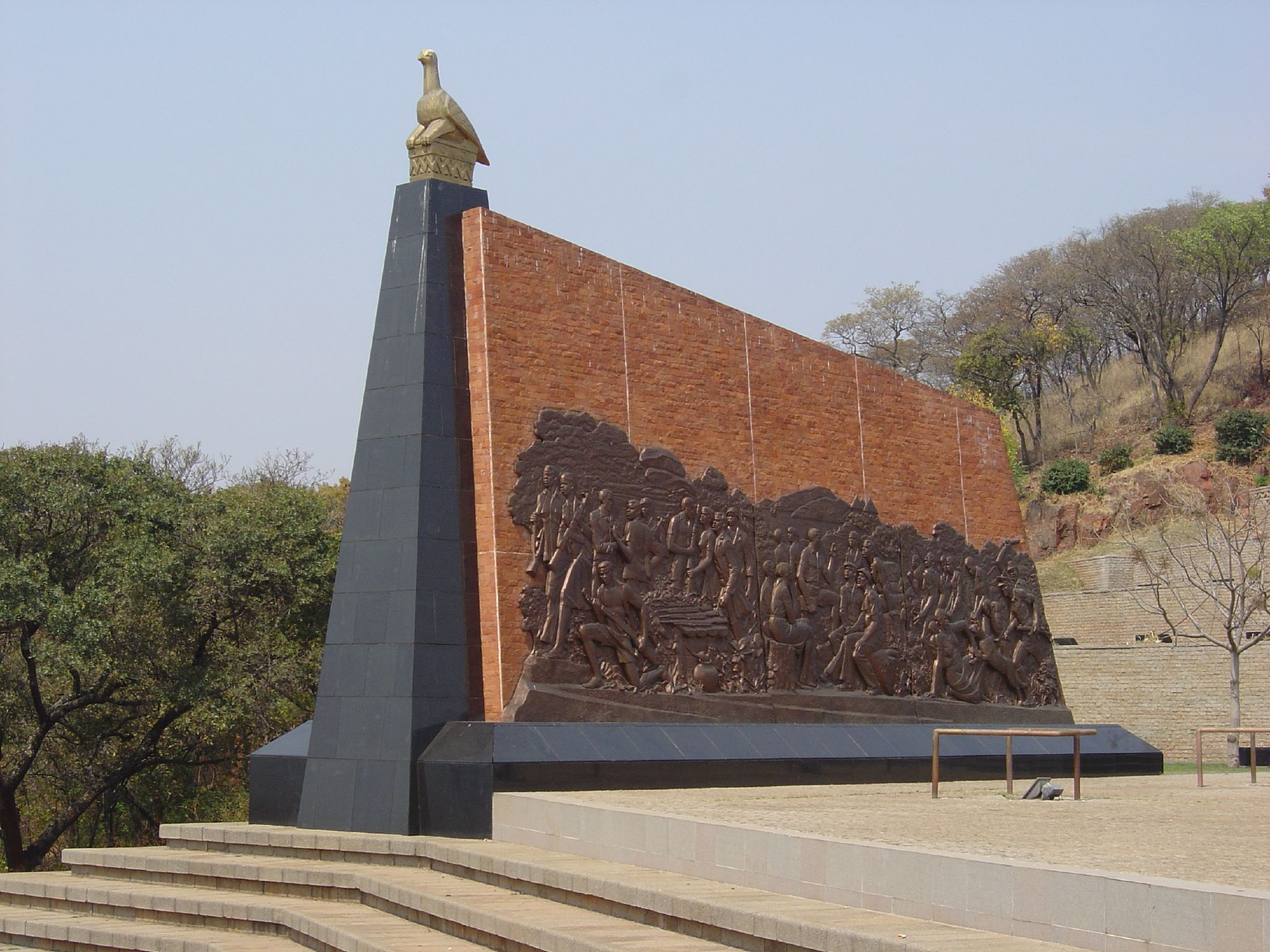
ハラレのナショナル・ヒーローズ・エーカー（英語版）